# 鳥居孝行
鳥居 孝行（とりい たかゆき、1983年7月24日 - ）は、日本のピン芸人、俳優、タレント、モデル、リポーター、経営者である。サンミュージックプロダクション所属。「ジュノンボーイ出身の芸人」という異色の肩書を持つ。セレクトショップ「Studio Route134」オーナー。

## 略歴
2001年、高校生の頃、同級生が書類応募したジュノン・スーパーボーイ・コンテストの審査を通過しファイナリストに選ばれ、ジュノンボーイとなったことから、本腰を入れて芸能活動をはじめた。同じ年のグランプリは小池徹平であった。半田健人も同期にあたる。
当初より役者志向が強く、音楽系の事務所でのヴィジュアル系バンド活動を経て、太田プロに所属。
3年ほど俳優としての活動を行い、テレビドラマ等に出演。しかしある時事務所の手違いで、ドラマのオーディションと間違い、芸人のオーディションに参加。その場で苦し紛れに披露したネタがオーディションを通過したため、本人も事務所も手応えを得、以来芸人としての活動に主軸を置いている。
その後、サンミュージックプロダクションへ移籍。尚、同事務所の鳥居みゆきとは血縁関係はない。
現在は、自身がオーナーをつとめるアパレルセレクトショップ「Studio Route134」を葉山と青山に展開している。

## 人物
- 学生時代の部活動は野球部であった。熱心であり野球名門校に通うが膝を故障した理由で辞めたという。
- 目標とする人物としてよく自身の小・中学校時代の先輩の名前をあげており、「ああいう色っぽい大人になりたい」「ああいうカッコイイ生き方を目指したい」と語っている。
- 服やファッションに対する異常なまでの情熱があり、倉庫には3年間毎日違う服を着られるくらいの量の私服を抱えている。

## 主な出演

### テレビ
- 『都立水商』
- 『タイヨウのうた』
- 『もらえるテレビ』
- 『あらびき団』

### 映画
- 『初恋電話』
- 『とうもろこし』

### 舞台
- 『アメリカン家族』

### 雑誌
- 『OP「鳥居孝行のメチャ☆モテアイテム研究所」』
- 『JUNON』
- 『MEN's non-no』